# Bosnia y Herzegovina en los Juegos Olímpicos de Tokio 2020
Bosnia y Herzegovina estuvo representada en los Juegos Olímpicos de Tokio 2020 por un total de siete deportistas, cuatro hombres y tres mujeres, que compitieron en cinco deportes.
Los portadores de la bandera en la ceremonia de apertura fueron el atleta Amel Tuka y la yudoca Larisa Cerić. El equipo olímpico bosnio no obtuvo ninguna medalla en estos Juegos.